# Oberkotten
Oberkotten ist ein Ortsteil der Gemeinde Lindlar im Oberbergischen Kreis im Regierungsbezirk Köln in Nordrhein-Westfalen (Deutschland).

## Lage und Beschreibung
Oberkotten liegt nordwestlich von Lindlar an der Landesstraße 129. Im Ort entspringt ein rechtes Nebengewässer der Kürtener Sülz. Nachbarorte sind Mittelsteinbach und Süttenbach.

## Geschichte
1534 wurde die Ortsbezeichnung Kotten in einem Verzeichnis der Marienbruderschaft (Archiv der Lindlarer Kirche) erstmals urkundlich genannt. In der Karte Topographische Aufnahme der Rheinlande von 1825 wird das heutige Oberkotten mit der Ortsbezeichnung „Koten“ verzeichnet. Die Preußische Uraufnahme von 1840 benennt den Ort mit „Aufm Kotten“. Ab der amtlichen topografischen Karte von 1894 bis 1896 lautet die Ortsbezeichnung Oberkotten.

## Sehenswürdigkeiten
- Naturschutzgebiet Oberkotten
- Baudenkmal Heiligenhäuschen Oberkotten – Auf dem Kuhzell[4][5]

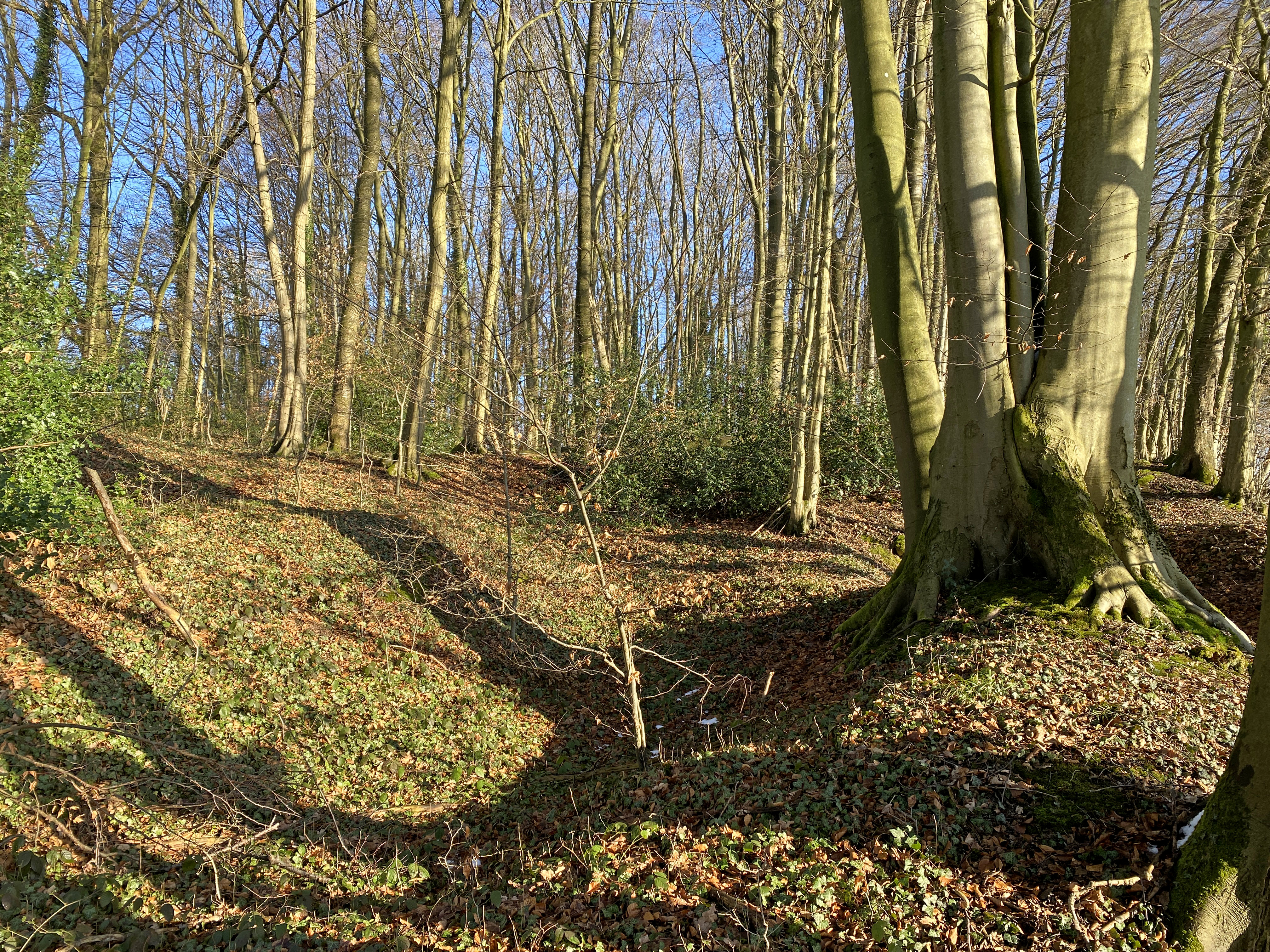
Naturschutzgebiet Oberkotten
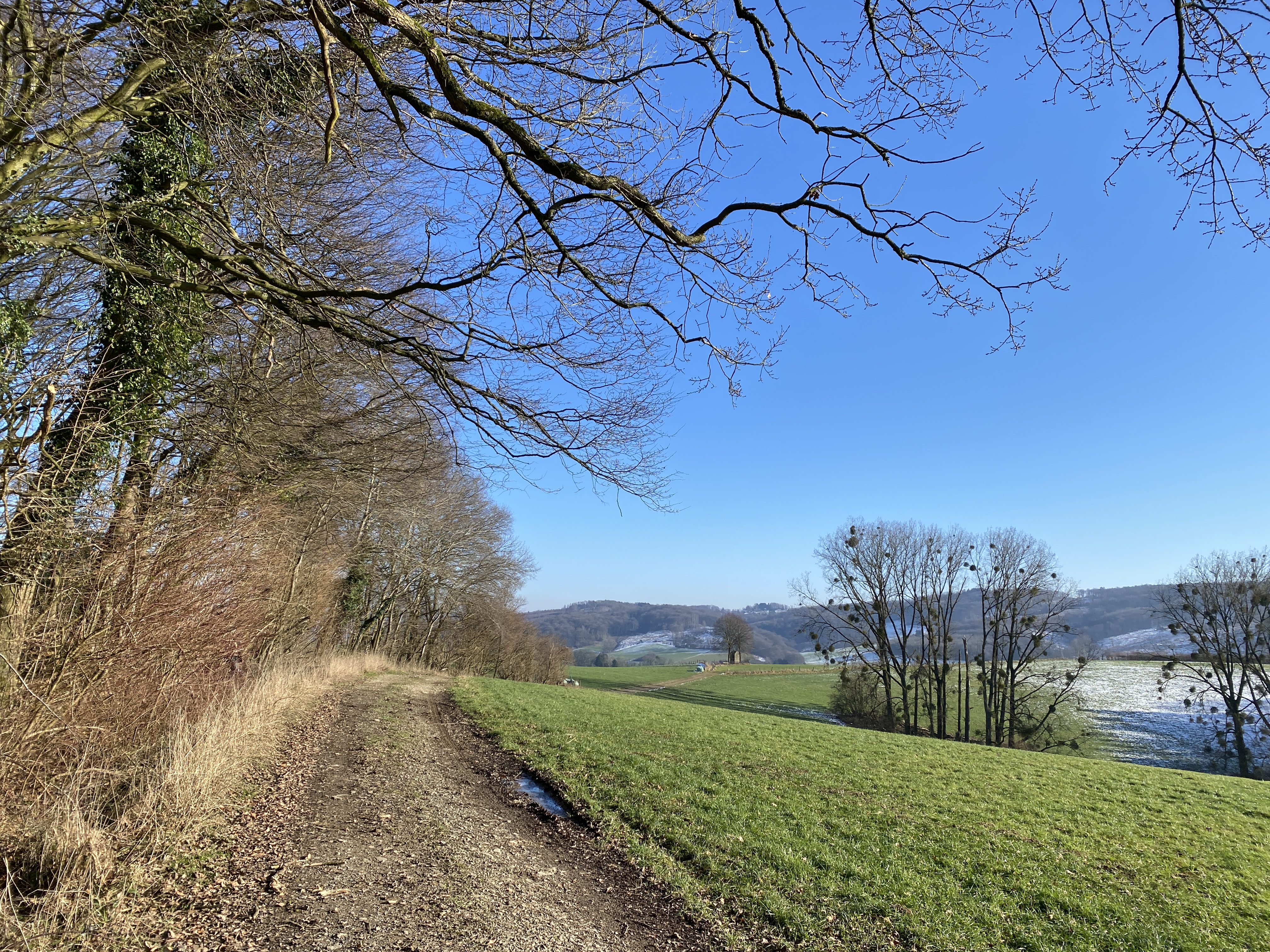
Weg südl. NSG zum Heiligenhäuschen
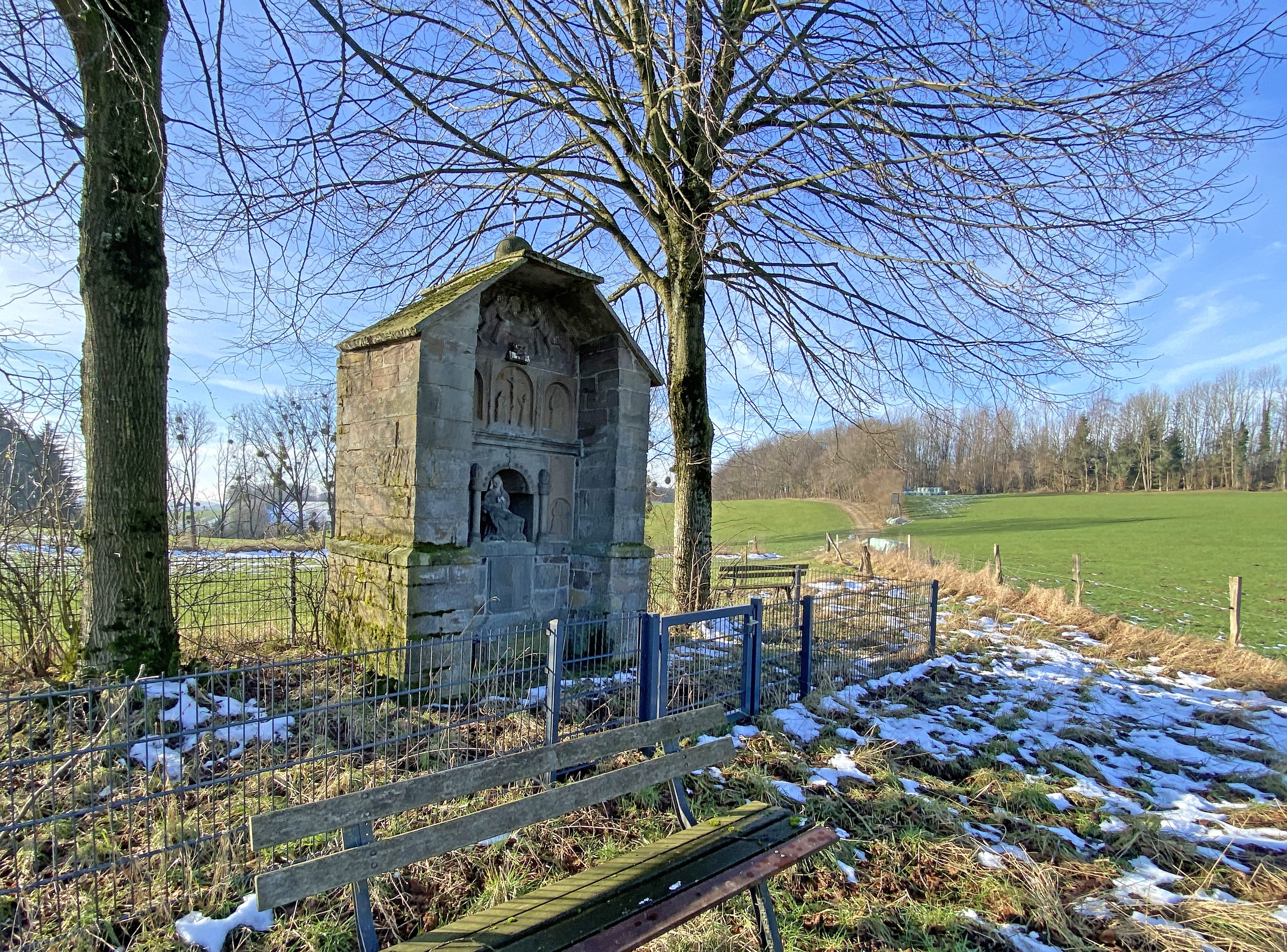
Heiligenhäuschen – hinten: NSG Oberkotten (Wald)
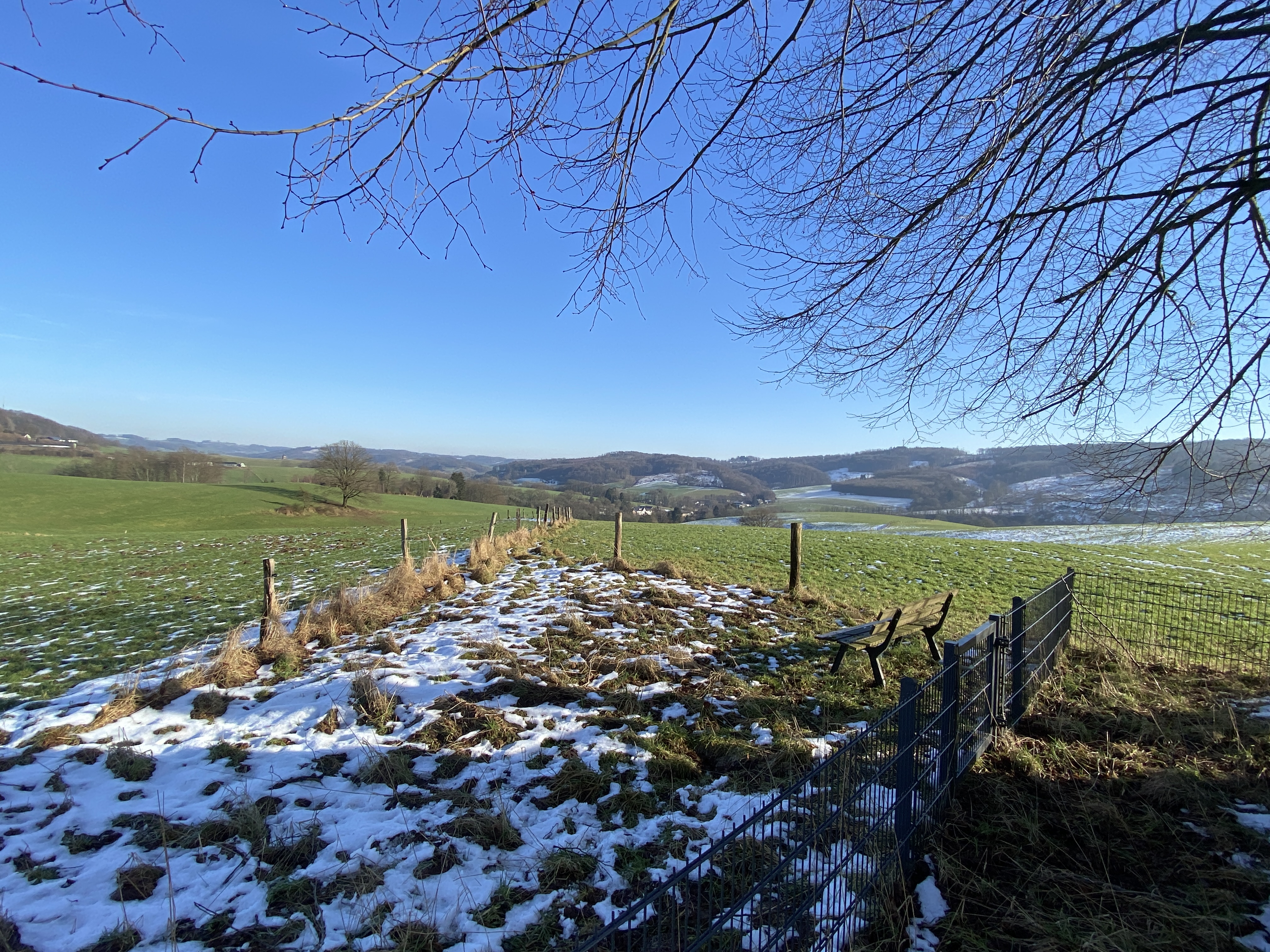
Landschaftskulisse am Heiligenhäuschen